# Neischnocolus cisnerosi
Neischnocolus cisnerosi — вид павуків родини птахоїдів (Theraphosidae). Описаний у 2023 році.

## Етимологія
Вид названо на честь еквадорського натураліста Дієго Франсіско Сіснерос-Ередії.

## Поширення
Ендемік Еквадору. Поширений неподалік міста Санто-Домінго у провінції Санто-Домінго-де-лос-Цачилас на північному заході країни.

## Опис
Голотип самця має розміри 14,23 мм. Відрізняється від інших представників роду наявністю пролатерального додаткового кіля, ретролатерального кіля, пролатерального верхнього та пролатерального нижнього кілів без зубців, а також наявністю середньої дорсальної зернистої ділянки округлої форми над черевною поверхнею.